# Alexander Mattison
Alexander Mattison (geboren am 19. Juni 1998 in San Bernardino, Kalifornien) ist ein US-amerikanischer American-Football-Spieler auf der Position des Runningbacks. Er spielte College Football für die Boise State University und stand fünf Jahre lang bei den Minnesota Vikings in der National Football League (NFL) unter Vertrag. Seit 2025 spielt Mattison für die Miami Dolphins.

## College
Mattison besuchte die Highschool in seiner Heimatstadt San Bernardino, Kalifornien und ging ab 2016 auf die Boise State University, wo er College Football für die Boise State Broncos spielte. In seiner ersten Saison für die Broncos kam er in 13 Spielen auf 328 Rushing-Yards und vier Touchdowns. Nach dem Abgang von Jeremy McNichols in die NFL wurde Mattison im folgenden Jahr zum neuen Stammspieler auf der Position des Runningbacks. Nach einem auch durch Verletzungsprobleme in der Saisonvorbereitung bedingten schwächeren Start in seine erste Spielzeit als Starter mit nur 166 Yards Raumgewinn in den ersten vier Partien konnte er sich im weiteren Verlauf der Saison steigern und erzielte insgesamt 1086 Yards Raumgewinn im Laufspiel und 12 Touchdowns bei einem Durchschnitt von 5,1 Yards pro Lauf. In der Saison 2018 war Mattison mit 1415 Yards und 17 Touchdowns im Laufspiel der erfolgreichste Runningback in der Mountain West Conference und wurde in deren All-Star-Team gewählt. Im Meisterschaftsspiel der Mountain West Conference erzielte Mattison bei 40 Läufen 200 Yards Raumgewinn und einen Touchdown. Trotz einer 16:19-Niederlage nach Overtime gegen Fresno State wurde er als Offensive MVP des Spiels ausgezeichnet.
Nach der Saison 2018 gab Mattison seine vorzeitige Anmeldung für den NFL Draft bekannt.

## NFL
Mattison wurde im NFL Draft 2019 in der dritten Runde an 102. Stelle von den Minnesota Vikings ausgewählt. Nach dem Abgang von Latavius Murray benötigten die Vikings eine neue zweite Option auf der Runningback-Position hinter Dalvin Cook. Als Rookie kam er in dieser Rolle bei 100 Versuchen auf 462 Yards Raumgewinn im Laufspiel und einen Touchdown. In seiner zweiten NFL-Saison kam Mattison mit 434 Yards bei 96 Läufen auf ähnliche statistische Werte. Ihm gelangen zwei Touchdowns im Laufspiel sowie ein gefangener Touchdownpass. Zudem wurde Mattison zweimal als Starter eingesetzt, da Cook verletzungsbedingt ausfiel. In der Saison 2021 vertrat Mattison Cook in vier Partien als Starter. Mattison kam in der Saison 2022 in allen 17 Partien zum Einsatz, erhielt jedoch keine Gelegenheit als Starter, da Cook erstmals alle Partien der Saison bestreiten konnte. Mattison verzeichnete insgesamt 374 Yards und sechs Touchdowns, pro Lauf kam er auf 3,8 Yards.
Zur Saison 2023 unterschrieb Mattison kurz vor Ablauf seines Rookievertrags einen neuen Zweijahresvertrag im Wert von 7 Millionen US-Dollar bei den Vikings und ging infolge der Entlassung von Dalvin Cook als neue Nummer eins auf der Position des Runningbacks in Minnesota in die Saison. Mit nur 700 erlaufenen Yards bei 180 Versuchen (3,9 Yards pro Lauf) konnte Mattison als Starter nicht überzeugen, zudem erlief er keinen Touchdown. Im Passspiel verzeichnete er 30 gefangene Pässe für 192 Yards und drei Touchdowns. Zum Saisonende verlor Mattison seine Position als Starter an Ty Chandler. Am 4. März 2024 wurde Mattison von den Vikings entlassen.
Am 19. März 2024 nahmen die Las Vegas Raiders Mattison unter Vertrag. Mattison war in sieben von 14 Spielen für die Raiders Starter. Er erlief 420 Yards und vier Touchdowns, zudem fing er 36 Pässe für 294 Yards. Mattison erzielte die meisten erlaufenen Yards für die Raiders in dieser Saison, deren Laufspiel in dieser Saison zu den schwächsten der Liga gehörte, verzeichnete aber nur 3,2 Yards pro Lauf.
Im März 2025 schloss Mattison sich den Miami Dolphins an.

### NFL-Statistiken
| Saison                             | Team  | Spiele | Spiele | Rushing | Rushing | Rushing | Rushing | Rushing | Receiving | Receiving | Receiving | Receiving | Receiving | Fumbles | Fumbles |
| Saison                             | Team  | GP     | GS     | Att     | Yds     | Avg     | Lng     | TD      | Rec       | Yds       | Avg       | Lng       | TD        | Fum     | Lost    |
| ---------------------------------- | ----- | ------ | ------ | ------- | ------- | ------- | ------- | ------- | --------- | --------- | --------- | --------- | --------- | ------- | ------- |
| 2019                               | MIN   | 13     | 0      | 100     | 462     | 4,6     | 35      | 1       | 10        | 82        | 8,2       | 17        | 0         | 1       | 1       |
| 2020                               | MIN   | 13     | 2      | 96      | 434     | 4,5     | 25      | 2       | 13        | 125       | 9,6       | 28        | 1         | 0       | 0       |
| 2021                               | MIN   | 16     | 4      | 134     | 491     | 3,7     | 48      | 3       | 32        | 228       | 7,1       | 24        | 1         | 1       | 1       |
| 2022                               | MIN   | 17     | 0      | 74      | 283     | 3,8     | 15      | 5       | 15        | 91        | 6,1       | 16        | 1         | 0       | 0       |
| 2023                               | MIN   | 16     | 13     | 180     | 700     | 3,9     | 21      | 0       | 30        | 192       | 6,4       | 47        | 3         | 3       | 2       |
| 2024                               | LVR   | 14     | 7      | 132     | 420     | 3,2     | 24      | 4       | 36        | 294       | 8,2       | 31        | 1         | 1       | 1       |
| Total                              | Total | 89     | 26     | 716     | 2790    | 3,9     | 48      | 15      | 136       | 1012      | 7,4       | 47        | 7         | 6       | 5       |
| Quelle: pro-football-reference.com |       |        |        |         |         |         |         |         |           |           |           |           |           |         |         |